# Heeresministerium (Japan)

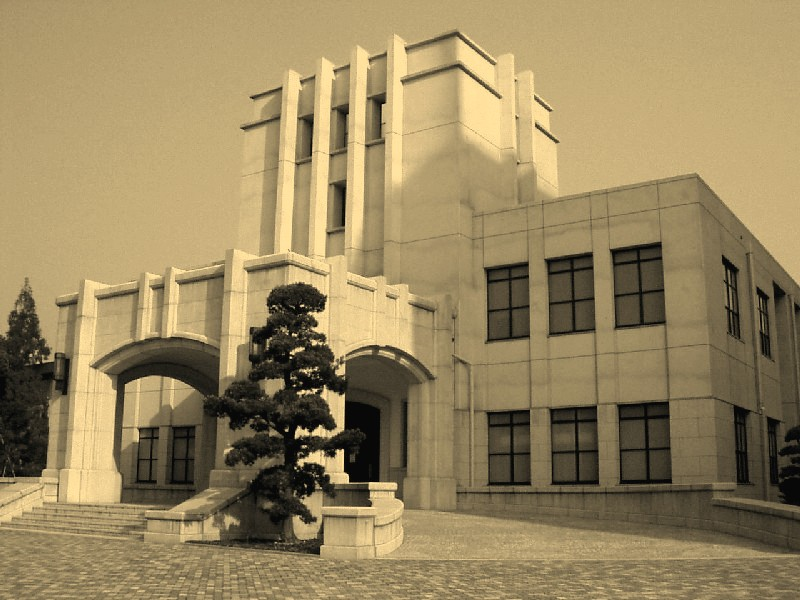
Hauptquartier der Kaiserlichen Armee, Tokio, von 1937 bis 1945

Das japanische Heeresministerium (japanisch 陸軍省 Rikugun-shō) war von 1872 bis 1945 für die Verwaltung der Kaiserlich Japanischen Armee verantwortlich.

## Geschichte
Das Heeresministerium wurde im April 1872 gemeinsam mit dem Marineministerium als Ersatz für das frühere Ministerium für militärische Angelegenheiten (兵部省, Hyōbu-shō) der frühen Meiji-Zeit gegründet. Der Heeresminister wurde zu dieser Zeit als Rikugun-kyō (陸軍卿) bezeichnet.
Ursprünglich war das Ministerium sowohl für die Verwaltung wie auch das militärische Oberkommando der Armee zuständig. Als jedoch 1878 nach preußischem Vorbild ein Generalstab geschaffen wurde, war die Hauptaufgabe auf die Sicherung des Heeresbudgets, die Beschaffung von Waffen und Personal, und die Zusammenarbeit mit der Regierung und ab 1890 dem Reichstag beschränkt.
Der Heeresminister war bereits nach der Einrichtung des Kabinetts 1885, und der damit einhergehenden Umbenennung des Amtes in Rikugun daijin (陸軍大臣) Regierungsmitglied. Üblicherweise wurde ein General im aktiven Dienst Heeresminister, ein Admiral im aktiven Dienst Marineminister. Unter einem durch Gesetzesänderung unter Premierminister Yamagata Aritomo Jahr 1900 festgeschriebenen System (軍部大臣現役武官制, Gumbu daijin gen’eki bukan sei) mussten Heeres- und Marineminister Offiziere im aktiven Dienst sein, um die Unabhängigkeit des Militärs von ziviler Kontrolle, vor allem den bürgerlichen Parteien, sicherzustellen. Heer und Marine nominierten die Minister selbst und konnten somit de facto die Bildung eines Kabinetts verhindern oder durch Rücktritt ein Kabinett zu Fall bringen, indem sie sich weigerten neue Minister zu benennen – so insbesondere 1912 das Kabinett Saionji II zu Beginn des Taishō Seihen, als dessen Ergebnis das System 1913 unter der Regierung von Yamamoto Gonnohyōe revidiert wurde und auch Reserveoffiziere ernannt werden konnten. 1936 wurde es nach Druck durch den Generalstab unter Hirota Kōki voll reaktiviert. Das war einer der Schlüsselfaktoren die die japanische repräsentative Demokratie schwächte und dem japanischen Militarismus Auftrieb gab.

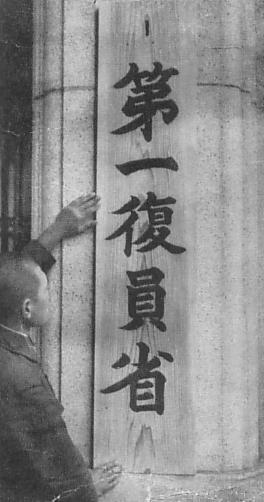
Am 1. Dezember 1945 wurde das Heeresministerium zum „Ersten Demobilisierungsministerium“

Zum 1. Dezember 1945, während der amerikanischen Besatzungszeit nach dem Ende des Zweiten Weltkriegs, wurde das Ministerium zunächst in das Dai-ichi Fukuin-shō (第一復員省, dt. „Erstes Demobilisierungsministerium“) umgewandelt, 1946 mit dem ehemaligen Marineministerium („Zweites Demobilisierungsministerium“) zur „Demobilisierungsbehörde“ (Fukuin-chō) zusammengelegt und somit als Ministerium aufgelöst.

## Organisation
- Ministerialsekretariat (大臣官房, daijin kanbō)
- Kavallerie (軍馬局, gunba-kyoku), 1886 aufgelöst
- Militärangelegenheiten (軍務局, gunmu-kyoku)
- Personal (人事局, jinji-kyoku)
- Waffen (兵器局, heiki-kyoku)
- Versorgung (整備局, seibi-kyoku)
- Soldatenangelegenheiten (兵務局, heimu-kyoku)
- Rechnungswesen (経理局, keiri-kyoku)
- Medizin (医務局, imu-kyoku)
- Recht (法務局, hōmu-kyoku)

Das Heeresministerium und das Kaiserliche Hauptquartier befanden sich in Ichigaya, dem heutigen Stadtbezirk Shinjuku.

## Minister (陸軍大臣,rikugun daijin)

### Minister (1885–1945)
| #  | Name                                | Amtsantritt   |
| -- | ----------------------------------- | ------------- |
| 01 | Ōyama Iwao                          | 22. Dez. 1885 |
| 02 | Takashima Tomonosuke                | 17. Mai 1891  |
| 03 | Ōyama Iwao                          | 8. Aug. 1892  |
| 04 | Saigō Tsugumichi                    | 31. Aug. 1896 |
| 05 | Ōyama Iwao                          | 18. Sep. 1896 |
| 06 | Takashima Tomonosuke                | 20. Sep. 1896 |
| 07 | Katsura Tarō                        | 12. Jan. 1898 |
| 08 | Kodama Gentarō                      | 23. Dez. 1900 |
| 09 | Terauchi Masatake                   | 27. März 1902 |
| 10 | Ishimoto Shinroku († 2. April 1912) | 30. Aug. 1911 |
| 11 | Uehara Yūsaku                       | 5. Apr. 1912  |
| 12 | Kigoshi Yasutsuna                   | 21. Dez. 1912 |
| 13 | Kusunose Yukihiko                   | 24. Juni 1913 |
| 14 | Oka Ichinosuke                      | 16. Apr. 1914 |
| 15 | Ōshima Ken’ichi                     | 30. März 1916 |
| 16 | Tanaka Giichi                       | 29. Sep. 1918 |
| 17 | Yamanashi Hanzō                     | 9. Juni 1921  |
| 18 | Tanaka Giichi                       | 24. Aug. 1923 |
| 19 | Ugaki Kazushige                     | 2. Sep. 1923  |
| 20 | Shirakawa Yoshinori                 | 20. Apr. 1927 |
| 21 | Ugaki Kazushige                     | 2. Juli 1929  |
| 22 | Minami Jirō                         | 14. Apr. 1931 |
| 23 | Araki Sadao                         | 13. Dez. 1931 |
| 24 | Hayashi Senjūrō                     | 23. Jan. 1934 |
| 25 | Kawashima Yoshiyuki                 | 5. Sep. 1935  |
| 26 | Terauchi Hisaichi                   | 9. März 1936  |
| 27 | Nakamura Kōtarō                     | 2. Feb. 1937  |
| 28 | Sugiyama Hajime                     | 9. Feb. 1937  |
| 29 | Itagaki Seishirō                    | 3. Juni 1938  |
| 30 | Hata Shunroku                       | 30. Aug. 1939 |
| 31 | Tōjō Hideki                         | 22. Juli 1940 |
| 32 | Sugiyama Hajime                     | 22. Juli 1944 |
| 33 | Anami Korechika († 15. August 1945) | 7. Apr. 1945  |
| 34 | Higashikuni Naruhiko                | 17. Aug. 1945 |
| 35 | Shimomura Sadamu                    | 23. Aug. 1945 |